# 트헤이셔 우네마

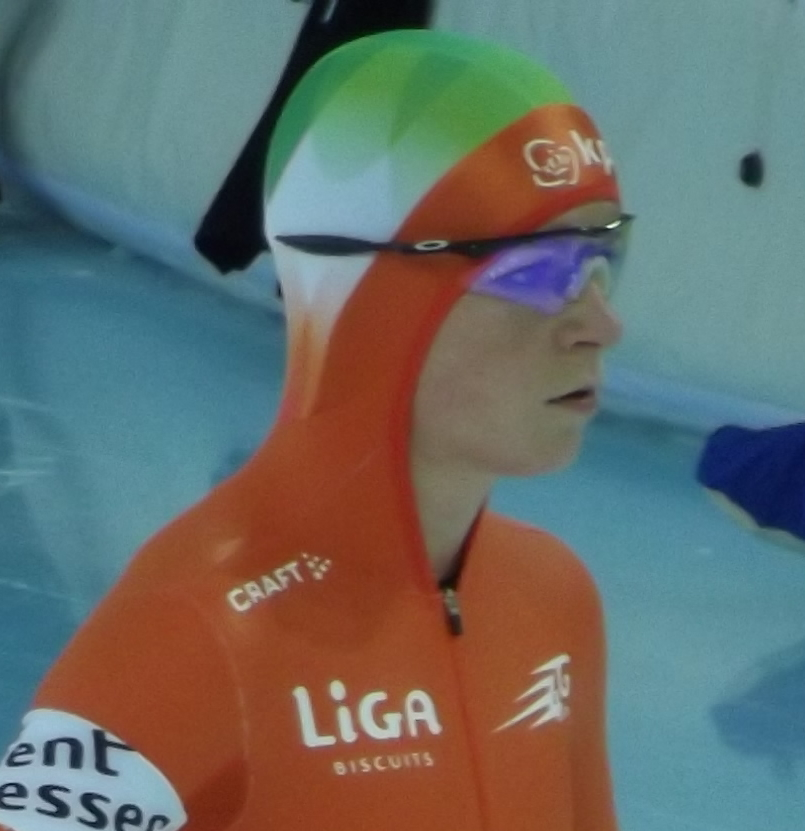

트헤이셔 우네마(네덜란드어: Thijsje Oenema, 1988년 6월 6일~)는 네덜란드의 여자 스피드 스케이팅 선수이다. 단거리 전문 선수로, 2012년 종목별 선수권 대회 500m에서 동메달을 땄다.